# Vaulx-Milieu
Vaulx-Milieu – miejscowość i gmina we Francji, w regionie Owernia-Rodan-Alpy, w departamencie Isère.
Według danych na rok 1990 gminę zamieszkiwały 2153 osoby, a gęstość zaludnienia wynosiła 239 osób/km² (wśród 2880 gmin regionu Rodan-Alpy Vaulx-Milieu plasuje się na 405. miejscu pod względem liczby ludności, natomiast pod względem powierzchni na miejscu 1201.).